# Salvarsi a vanvera
Salvarsi a vanvera è un romanzo storico di Paolo Colagrande, pubblicato nel 2022.
Il romanzo è vincitore del Premio Alassio Centolibri - Un autore per l'Europa. È stato finalista al Premio Dessì 2022, sezione narrativa, vinto poi da Fabio Stassi e al Premio Manzoni - Città di Lecco, vinto da Pino Cacucci.

## Trama
La storia è narrata in prima persona da Maria, figlia di Mozenic Aràd, il quale già da numerosi anni ha cambiato il nome suo e della famiglia in Mestolari. Il gruppo familiare è composto dalla moglie di Aràd e da due ragazzine gemelle: Giamina e Maria. Ma un giorno di giugno 1943, dopo un viaggio a Roma, il babbo scende dal treno con un bimbetto che sa dire solo Cali, il suo nome. Lavato, saziato e messo a letto, il bimbo rappresenta un nuovo problema: è circonciso, dunque ebreo. La famiglia decide di far credere a tutti che Cali era sempre stato lì e nessuno fa domande.
Poco dopo arriva l'occupazione tedesca della piccola città. Il maggiore responsabile è Aginolf Dietbrand von Appensteiner che, convocato Aràd dopo avergli confiscato un grosso camion e molti altri mezzi, lo interpella con il suo nome ebraico. Tuttavia il maggiore non è troppo ansioso di arrestare Aràd e famiglia perché, fornitori autorizzati di alimenti, i Mestolari devono provvedere a procurare il cibo per i tesserati italiani, per il comando tedesco e per le guardie repubblicane (fascisti italiani). Quindi il maggiore finge di essere in dubbio sul nome Mozenic Aràd e lo contrassegna con un punto interrogativo.
Ma in città ci sono altri ebrei e persone dall'origine mista e il problema della loro salvezza dall'invio ai campi di lavoro o concentramento sta molto a cuore al quasi privilegiato Aràd. Una soluzione imprevista si presenta un giorno in cui il piccolo Cali, in una passeggiata in campagna, mette le mani su una polvere nera e Aràd capisce che si tratta di carbon fossile. Da quel momento inizia un'avventura per estrarre il carbone e si inventano di sana pianta ruoli per le persone che corrono il pericolo della deportazione. Sono accolti come lavoratori minerari anche alcuni musicisti e una professoressa di greco e le frottole per valorizzare ciascun "minatore" sono tollerate dalle autorità. Infatti il carbone viene estratto per un periodo ed inviato al comando occupante.
Per evitare troppe ispezioni o perlustrazioni di cittadini collaborazionisti, si sparge la voce che all'imbocco della miniera c'è una salamandra ignifera gigante e la fantasia popolare si appropria della favola, conferendole veridicità: tutti hanno visto il mostro. Ma la guerra continua con bombardamenti e molte famiglie sono costrette allo sfollamento. La miniera si esaurisce ben presto e, per tenere in vita il progetto, Aràd e compagni non risparmiano le invenzioni. Finché arriva la sospirata liberazione e si assiste alla partenza delle truppe tedesche e dei soldati italiani fascisti, detti nel libro i cappellini.
Ma il maggiore non vuol partire. Si è innamorato di una delle signorine Pietropaoli (dipendenti ariane di Aràd). La vuole sposare e sa che Aràd è in debito di un favore quasi sconfinato. Il buon Aràd, con gli amici, prepara una nuova identità per il maggiore: si chiamerà Piero Servadio, contadino, e si sposerà in una remota chiesetta con la sua Pietropaoli (chiamata per comodità Morgana), quindi, portando con sé le sorelle, passerà molti confini, fino a raggiungere l'Argentina, dove riprenderà il suo illustre nome. E i Mestolari, appena il maggiore se ne è andato, si ritrovano in cortile il camion e gli altri mezzi confiscati, con sommo gaudio di Maria e del suo babbo.

## Personaggi principali
- babbo Aràd (Mozenic Aràd), noto come Aride Mestolari, capofamiglia ebreo e titolare di alcuni servizi essenziali, come il rifornimento viveri per tesserati, truppe tedesche e italiane. Ha mutato il nome di tutta la famiglia, ma è ugualmente esposto alle leggi razziali in vigore.
- Maria, figlia tredicenne di Aràd, narratrice in prima persona nel romanzo.
- Giamina, detta Maddalena, sorella gemella di Maria.
- Cali bimbo di quattro anni, raccolto su un treno da Aràd e inserito in famiglia. In apparenza non parla.
- Signorine Pietropaoli, due sorelle alle dipendenze di Aràd come commesse di negozio.
- Aginolf Dietbrand von Appensteiner, maggiore dell'esercito tedesco, comandante in capo nella piccola città del romanzo.